# 러브 러브 (1998년 영화)
"러브 러브"(Rub Love)는 1998년에 개봉한 대한민국의 영화이다.

## 캐스팅
- 안재욱 : 조한 역
- 이지은 : 나나 역
- 조슈아 클라우스너 : 가이 역
- 장두이 : 지단 역
- 오재원 : 모텔주인 시안 역
- 박나훈 : 탱고 남 역
- 정인정 : 탱고 여 역
- 강승룡 : 중국집 배달원  역
- 고은기 : 형사 1 역
- 김호진 : 형사 2 역
- 이윤건 : 호텔 리셉셔니스트 역
- 김민형 : 호텔 조수 역
- 이형우 : 호텔 포터 역
- 류승수 : 호텔 도어맨 1 역
- 최진영 : 호텔 도어맨 2 역
- 구혜령 : 잠자는 여자 역
- 이성경 : 예쁜 주모 역
- 홍석천 : 스팟 바 바텐더 역
- 이호진 : 의료반 1 역
- 김인호 : 의료반 2 역
- 방은진 : 신도오수 역 (특별출연)
- 배장수 : 잠자는 남자 역 (특별출연)
- 명로진 : 만화사 사장 역 (특별출연)
- 임일찬 : 스팟 타겟 역 (특별출연)
- 박영훈 : 달보는 남자 역 (특별출연)
- 이혜은 : 달보는 여자 역 (특별출연)